# Маякское сельское поселение (Челябинская область)
Мая́кское се́льское поселе́ние — муниципальное образование в Октябрьском районе Челябинской области Российской Федерации. В рамках административно-территориального устройства муниципальное образование  соответствует административно-территориальной единице Маякский сельсовет.
Административный центр — село Маячное.

## История
Статус и границы сельского поселения установлены Законом Челябинской области от 15 сентября 2004 года № 269-ЗО «О статусе и границах Октябрьского муниципального района и сельских поселений в его составе»

## Население
| 2002  | 2010  | 2011  | 2012  | 2013  | 2014  | 2015  |
| ----- | ----- | ----- | ----- | ----- | ----- | ----- |
| 2108  | ↘1463 | ↘1460 | ↗1496 | ↘1478 | ↘1464 | ↘1422 |
| 2016  | 2017  | 2018  | 2019  | 2020  | 2021  |       |
| ↘1417 | ↘1391 | ↘1367 | ↘1276 | ↘1247 | ↗1334 |       |

## Состав сельского поселения
| № | Населённый пункт | Тип населённого пункта       | Население |
| - | ---------------- | ---------------------------- | --------- |
| 1 | Деньгино         | деревня                      | ↘134      |
| 2 | Маячное          | село, административный центр | ↘392      |
| 3 | Сысоево          | деревня                      | ↘222      |
| 4 | Шипкино          | деревня                      | ↘258      |
| 5 | Шишминка         | деревня                      | ↘457      |